# Падение (филм, 1959)
„Падение“ (на испански: La caída) е аржентински драматичен филм от 1959 година, адаптация на едноименен роман.

## Сюжет
Албертина (Елза Даниел), красива, но не особено ученолюбива студентка, е наета от неизлечимо болна вдовица да се грижи за нея и четирите и деца. Помагайки за домакинската работа в къщата, тя скоро осъзнава, че децата живеят свой собствен живот, независим от майка им, която очевидно ги пренебрегва. Атмосферата в семейството е едновременно очарователна и нездравословна. Постепенно Албертина пропада в заобикалящата я среда и макар един млад адвокат да проявява интерес към нея, тя няма желание да му се отдаде и да напусне къщата.

## В ролите
- Елза Даниел като Албертина
- Дуилио Марцио като Хосе Мария
- Лаутаро Муруа като чичо Лукас
- Лидия Ламаисон като Марта
- Хебе Марбек като Лаура
- Оскар Орлегуи като Диего
- Карлос Лопес Монет като Густаво
- Пинки като Делфина
- Емма Бернал като Тия

## Награди и номинации
- Награда Сребърен кондор на „Асоциацията на аржентинските кинокритици“ за най-добър филм от 1960 година.
- Награда Сребърен кондор на „Асоциацията на аржентинските кинокритици“ за най-добър режисьор на Леополдо Торе Нилсон от 1960 година.
- Награда Сребърен кондор на „Асоциацията на аржентинските кинокритици“ за най-добра второстепенна женска роля на Лидия Ламаисон от 1960 година.
- Награда Сребърен кондор на „Асоциацията на аржентинските кинокритици“ за най-добър адаптиран сценарий на Беатрис Гуидо и Леополдо Торе Нилсон от 1960 година.
- Номинация за Златна мечка за най-добър филм от Международния кинофестивал в Берлин през 1959 година.[2]